# Сильві Лістхауґ
Сильві Лістхауг (норв. Sylvi Listhaug; 25 грудня 1977, Олесунн) — норвезька політик, з грудня 2015 року — міністерка у справах міграції та інтеграції. До цього була уповноваженою у справах добробуту і соціальних послуг в міській адміністрації Осло (2006—2011), міністеркою сільського господарства і продовольства (2013—2015). Член Партії прогресу, з 2005 року входить в центральну раду партії. 
20 березня 2018 року Сильві Лістхауг залишила пост міністра юстиції та громадської безпеки Норвегії, через вотум недовіри. Сильві Лістхауг перебувала на посаді міністра 63 дні.
Опозиція вимагала її відставки через пост у Facebook. «Я зіткнулася зі справжнім полюванням на відьом і обмеженням свободи слова на тему, яка є однією з найважливіших для майбутнього Норвегії. Свобода думки є важливою норвезькою і західною цінністю, за яку ми повинні боротися» — пояснила Лістхауг, в якому вона помістила фото бойовиків аль-Шабааб у масках і звинуватила опозиційну Лейбористську партію у тому, що їй «права терористів важливіші за національну безпеку». Таким чином вона розкритикувала лейбористів за те, що вони заблокували урядову пропозицію позбавляти без судового розгляду позбавити громадянства осіб, підозрюваних в тероризмі або які приєдналися до лав іноземних бойовиків. Лістхауг пізніше видалила пост і вибачилася в парламенті, однак опозиційні партії все одно ініціювали голосування щодо вотуму недовіри, бо на їх думку міністр не була щирою у своїх вибаченнях.

## Життєпис

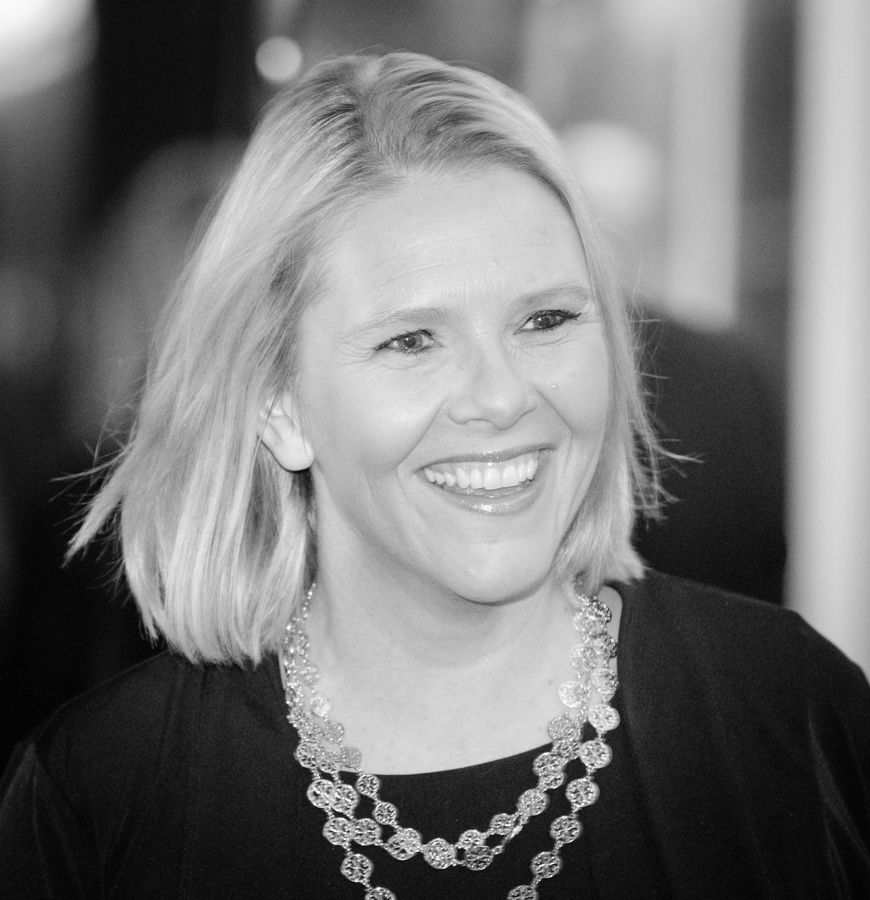
Сильві Лістхауґ, 2018

Сильві Лістхауг народилася і зростала на родинній фермі в комуні Ерскуг (фюльке Мере-ог-Ромсдал), на яку її сім'я має аллодіальні права (норв. Odelsrett). Її батько працював водієм, а мати займалася фермою. У Сильві Лістхауг є два брата-близнюка.
У 1995 році працювала в місцевому будинку для людей похилого віку, з 1996 по 2000 роки вивчала історію, соціологію та спеціальну освіту в університеті Волда, водночас продовжуючи роботу в будинку для людей похилого віку.
У 2000 році закінчила університет з дипломом учителя, працювала в школі в Шьйохолте.
Одружена з соратником по Партії прогресу Еспен Еспенсетом. Двоє дітей: дочка і син.

## Політична кар'єра
Сильві Лістхауг зайнялася політичною діяльністю в рідній комуні Ерскуг. Вона вступила в молодіжне крило Партії прогресу в 1998 році, займала кілька посад в партії, з 2005 року входить в її центральний комітет. З 2001 по 2004 роки працювала помічником і політичним радником партійної фракції в стортингу. У 2005 році працювала практиканткою при Палаті представників США. Після повернення з-за кордону була помічником депутата від Мере-ог-Ромсдал, пізніше від Осло.
У 2006 році призначена уповноваженою у справах добробуту і соціальних послуг в міській адміністрації Осло. Ініціювала значне число реформ, включаючи вільний вибір медичного закладу для догляду вдома (медичний патронаж).
2009 року її ім'я було пов'язане зі скандалом щодо будівництва лікарні в іспанському муніципалітеті Альтеа. Будівництво лікарні, призначеної для проживаючих в іспанському муніципалітеті норвежців, було заздалегідь профінансовано обсягом 23,5 мільйонів крон адміністрацією Осло, при тому що дозвіл на будівництво від іспанської влади ще не було отримано.
Серед інших пропозицій Сильві Лістхауг були більш суворі правила безпеки по відношенню до пацієнтів з психічними захворюваннями. Крім того, в районах Осло було запропоновано вивішувати застереження з фотографіями місцевих людей, які відбули покарання за сексуальне насильство. Перед гей-парадом 2009 року в Осло висловила побоювання, що «наполовину або повністю голі люди, які танцюють на вулицях Осло, приведуть до меншої терпимості інших до гомосексуалів, тобто до протилежних заявленої мети результатами». Вона однак підкреслила, що гомосексуали повинні мати право святкувати «коли і де вони захочуть».
16 жовтня 2013 року була призначена міністром сільського господарства і продовольства в новому кабінеті міністрів. Робота цього кабінету позначила великі зміни в норвезькій сільськогосподарської політики, полегшено купівлю і продаж ферм.
У 2010 році Сильві Лістхауг назвала сільськогосподарську політику Норвегії «комуністичною системою». Проте спростувала свою заяву на теледебатах, вона пояснила, що це було її особиста думка, висловлена в ході дискусії з питань нової сільськогосподарської програми уряду. Слова Сильві Лістхауг і новий курс уряду викликали протести у частини фермерів.
З 2012 року працювала старшим консультантом в компанії First House.
16 грудня 2015 року призначена міністром у справах міграції та інтеграції. Ця нова структура була створена в розпал Європейської міграційної кризи і зіткнулася з рекордним числом прохачів за політичним притулком в Норвегії. Ці події привели до посилення вимог до шукачів притулку. За місяць до свого призначення Сильві Лістхауг критикувала колишню систему, називаючи її «тиранією доброти». На її думку, було б більш по-християнськи і більш розумно допомогти більшій кількості людей за кордоном через міжнародні центри допомоги, а не багато меншого і більш дорогому через політичний притулок в самій Норвегії. Пізніше вона визнала, що плановані зміни в правилах надання притулку повинні в кінцевому підсумку бути «одними з найсуворіших у Європі».
За перші 4 місяці 2016 року кількість звернень за політичним притулком впало до найнижчого з 1993 року рівня, до 250 заяв на місяць. Таке скорочення заяв заощадило в бюджеті як мінімум 800 мільйонів крон на вартості первинного розгляду і повторного щорічного розгляду заяв. Опитування громадської думки показують, що Сильві Лістхауг стабільно має найвищий рейтинг серед міністрів її партії. У вересні 2016 року опитування показало, що 59 % населення Норвегії схвалюють її діяльність на посаді міністра у справах міграції та інтеграції, менше чверті опитаних не схвалюють.
У жовтні 2016 року Сильві Лістхауг сказала: «Я вважаю, що мігранти в Норвегію повинні адаптуватися до нашого суспільства. Тут ми їмо свинину, п'ємо алкоголь і не приховуємо обличчя. Переселяючись до нас, ви повинні розділяти наші цінності, підкорятися нашим законам і правилам».
Виступає за «нульову терпимість» до злочинів, більшу присутність поліції в громадських місцях, більш суворі вимоги до інтеграції імігрантів до Норвегії.
Залишаючись християнкою, оголосила про вихід з Церкви Норвегії, яку описує як «наскрізь соціалістичну» через втручання колишнього уряду в призначення єпископів і через занадто частих висловлювань церковних діячів з політичних питань. Виступає за суворе відділення церкви від держави, наводить як приклад США, де таке відділення «добре працює». Виступає проти одностатевих шлюбів і хотіла б скасувати закон, який їх дозволяє в Норвегії виступає за перенесення норвезького посольства з Тель-Авіва до Єрусалиму.
Згідно журі, в 2009 році який назвав Сильві Лістхауг третім за популярністю талановитим лідером Норвегії, її погляди є сумішшю поглядів республіканців Середнього Заходу і норвезького політика кінця XIX століття Серена Ябека. Сама Лістхауг каже, що вона соціальна консерваторка і економічна лібералка.